# Raphael Tuki
Raphael Tuki (Girga, 1701 – Roma, 16 ottobre 1787) è stato un vescovo cattolico egiziano.

## Biografia
Cresciuto in una famiglia ortodossa copta, divenne diacono all'età di 19 anni. Nel 1701 si convertì al cattolicesimo sotto la guida del gesuita Claude Sicard.
Nel 1724 i francescani della prefettura apostolica dell'Alto Egitto lo inviarono a Roma, presso il Collegio Urbano di Propaganda Fide, dove il 27 maggio 1735 si laureò in teologia. Il 5 giugno 1735 fu ordinato prete.
Su incarico dalla Congregazione di Propaganda Fide, curò l'edizione dell'Euchologion, contenente le tre anafore del rito copto-alessandrino.
Nel maggio 1737 tornò in patria dove si dedicò all'apostolato ecumenico presso il patriarca copto Giovanni XVII.
Richiamato a Roma nel 1739, fu nominato docente di lingua copta nel Collegio Urbano. Pubblicò un Rudimenta linguae coptae sive aegyptiacae ad usum Collegii Urbani de Propaganda Fide; curò l'edizione dei libri liturgici della Chiesa alessandrina e la prima parte della traduzione della Vulgata in arabo.
Lavorò nella Biblioteca apostolica vaticana, dove studiò manoscritti e codici arabi e copti.
Fu eletto vescovo di Acanto nel 1761 e trasferito alla sede di Arsinoe nel 1763.